# Paradoxe de la téléportation
Le paradoxe de la téléportation ou paradoxe de la télétransportation (également connu sous des formes alternatives comme le paradoxe des doublons ou le problème des doublons) est une expérience de pensée sur la philosophie de l'identité qui remet en question les intuitions courantes sur la nature du soi et de la conscience, formulée par Derek Parfit dans son livre de 1984 Reasons and Persons. Elle pose la question suivante : si une personne est recréée d’une manière ou d’une autre, par exemple par téléportation, la recréation est-elle la même personne ?

## Formulations antérieures
L'écrivain  de science-fiction et philosophe polonais Stanisław Lem a décrit le même problème au milieu du XXe siècle. Il l’a mis par écrit dans son texte philosophique Dialogues en 1957. De même, dans son Journal stellaire (« Quatorzième voyage ») de 1957, le héros visite une planète et se retrouve recréé à partir d'un enregistrement de sauvegarde, après sa mort suite à une chute de météorite, ce qui sur cette planète est une procédure très courante. Dans le chapitre 6 de son dernier livre discursif « Summa Technologiae », publié pour la première fois en 1964, il discute en détail des paradoxes identitaires associés à la téléportation et à l'hibernation des êtres humains.
Des questions d’identité similaires ont été soulevées dès 1775.
« I would be glad to know your Lordship's opinion whether when my brain has lost its original structure, and when some hundred years after the same materials are fabricated so curiously as to become an intelligent being, whether, I say that being will be me; or, if, two or three such beings should be formed out of my brain; whether they will all be me, and consequently one and the same intelligent being. »
— Thomas Reid lettre à Lord Kames, 1775

« Je serais heureux de connaître l'opinion de Monsieur le juge sur la question de savoir si, lorsque mon cerveau aura perdu sa structure originelle, et quand quelques centaines d'années plus tard les même matériaux sont fabriqués afin de curieusement devenir un être intelligent, je puis dire que cet être est moi ; ou si, deux ou trois tels êtres seraient formés à partie de mon cerveau, seraient-ils tous moi, et par conséquent un seul et même être intelligent. »

## Formulation de Derek Parfit
Derek Parfit et d'autres envisagent un hypothétique « téléporteur » (ou « télétransporteur »), une machine qui endort une personne, enregistre sa composition moléculaire, la décompose en atomes et transmet son enregistrement à Mars à la vitesse de la lumière. Sur Mars, une autre machine recrée la personne (à partir des réserves locales de carbone, d’hydrogène, etc.), chaque atome étant exactement dans la même position relative. Parfit pose la question de savoir si le téléporteur est réellement un moyen de transport, ou s'il se contente de simplement tuer la personne et de créer une réplique exacte de l'utilisateur. 
Ensuite, le téléporteur est amélioré. Le téléporteur sur Terre est modifié pour ne pas détruire la personne qui y entre, mais au lieu de cela, il peut simplement créer des répliques à l'infini, qui prétendraient toutes se souvenir d'être entrées dans le téléporteur sur Terre en premier lieu.
En utilisant des expériences de pensée comme celles-ci, Parfit soutient que tout critère que nous tentons d’utiliser pour déterminer la similitude d’une personne sera défaillant, car il n’y a pas de fait supplémentaire. Ce qui compte, pour Parfit, c'est simplement la « Relation R », la connectivité psychologique, y compris la mémoire, la personnalité, etc.
Parfit poursuit cette logique pour établir un nouveau contexte pour la moralité et le contrôle social. Il affirme qu’il est moralement répréhensible pour une personne de nuire à une autre personne ou d’interférer avec elle et qu’il incombe à la société de protéger les individus contre de telles transgressions. Cela étant admis, il est possible de conclure par une courte extrapolation qu'il incombe également à la société de protéger le « Soi Futur » d'un individu contre de telles transgressions. Il prend l'exemple de l'usage du tabac : il pourrait être classé comme une atteinte au droit du Soi Futur à une existence saine. Parfit résout la logique qui permet d’arriver à cette conclusion, qui semble justifier une atteinte aux libertés individuelles, mais il n’approuve pas explicitement un tel contrôle.

## Voir également
- Anatta, la doctrine bouddhiste de la non-existence du soi
- Bateau de Thésée
- Individualisme ouvert
- Flux de conscience (psychologie)
- Téléchargement de l'esprit
- Téléporteur
- Question vertigineuse

### Dans la fiction
- Descente au paradis (épisode de Doctor Who)
- Infinity Pool (film 2023)
- Mickey 17 (film 2025)
- Moon (film) (2009)
- Oblivion (film) (2013)
- Le Prestige (film) (2006)
- Menace dans le ciel (roman 1960)
- SOMA (jeu vidéo)
- « Pensez comme un dinosaure » (Au-delà du réel)
- Prisonniers du temps (roman)
- To Be (court-métrage) (1999)